# Moses Mendelssohn
Moses (Mojżesz) Mendelssohn (ur. 6 września 1729 w Dessau, zm. 4 stycznia 1786 w Berlinie) – filozof żydowski i niemiecki, pisarz, tłumacz, krytyk literacki, pierwszy propagator zrównania praw Żydów z ludnością nieżydowską w krajach niemieckich, przyjaciel Gottholda Ephraima Lessinga.

## Biografia
Jego ojcem był Mendel Heymann (1683–1766), ubogi sofer, stąd nazwisko Mendelsson (syn Mendla). Naukę rozpoczął w wieku trzech lat u naczelnego rabina Dessau, Dawida Hirscha Fränkla; jako sześciolatek znał już język hebrajski. Gdy Fränkel objął w 1743 r. stanowisko naczelnego rabina Berlina, udał się tam za nim także Mendelsson. W Berlinie studiuje Talmud, pogłębia znajomość języków niemieckiego, łaciny i francuskiego i oddaje się lekturze pism oświeceniowych, w tym m.in. Johna Locke’a, Gottfrieda Wilhelma Leibniza i Rousseau.
Od 1754 pracuje jako księgowy w fabryce jedwabiu Bernharda Isaaka. Po śmierci właściciela (1768) stanie się jej udziałowcem. W latach 50. poznaje też Gottholda Ephraima Lessinga oraz Friedricha Nicolaia, z którymi połączy go nie tylko przyjaźń, ale i wspólne publikacje, pośród których najbardziej znane są Listy o literaturze najnowszej (Briefe, die Neueste Litteratur betreffend). W latach 60. XVIII w. nawiązuje kontakty z Johannem Wilhelmem Ludwigiem Gleimem.
W 1771 roku Pruska Akademia Nauk odrzuca jego kandydaturę na członka tej instytucji w związku ze sprzeciwem Fryderyka II. Miało to mieć związek z nieprzychylną recenzją poezji monarchy, dokonanej przez Mendelssohna w 1760 roku. Filozof krytykował wtedy niechęć króla do ojczystego języka i publikację w języku francuskim.
W 1784 został członkiem honorowym tajnego Towarzystwa Przyjaciół Oświecenia (Gesellschaft der Freunde der Aufklärung).
Mendelssohn zmarł 4 stycznia 1786 w Berlinie, gdzie pochowano go na Cmentarzu Żydowskim.

## Znaczenie
Mendelssohna uznaje się za prekursora i jednego z najważniejszych przedstawicieli ruchu oświecenia żydowskiego w Europie (haskali). Dla jednych był trzecim Mojżeszem w historii (po Mojżeszu biblijnym i Mojżeszu Majmonidesie), od którego miała się otworzyć nowa epoka w historii Żydów. Inni widzieli w nim tego, który doprowadził do asymilacji Żydów i stracenia przez nich tożsamości, a także zatracenia tradycyjnych wartości judaizmu. Wbrew wielu ortodoksyjnym Żydom w latach 70. XVIII w. pracował nad przekładem na niemiecki starotestamentowych psalmów, a także świętej księgi Żydów – Tory; za jego życia ukazały się trzy wydania tego dzieła.
Mendelssohn był ponadto tłumaczem z języka francuskiego, autorem rozpraw filozoficznych, w tym słynnego Fedona z 1767 r. (Phädon oder über die Unsterblichkeit der Seele), a także cenionym krytykiem literackim.
Przyjmuje się, że wspomniany powyżej Lessing literacko uwiecznił swego przyjaciela, czyniąc go jednym z pierwowzorów tytułowego bohatera słynnego poematu dramatycznego Natan mędrzec (1779).
Tłumaczką jego dzieł była Bertha Badt-Strauss.
Był dziadkiem Feliksa Mendelssohna-Bartholdy’ego.